# Angielskie królowe
Królowe Anglii – jest to chronologiczny spis żon władców angielskich; wszystkich koronowanych lub też jedynie używających tytułu królewskiego. W nawiasach podane są ich daty życia i śmierci, obok podane jest również imię ich królewskiego małżonka.

## Królowe Anglii

### Dynastia normandzka
| Wizerunek | Imię                | Daty życia | Ojciec             | Mąż                                     |
| --------- | ------------------- | ---------- | ------------------ | --------------------------------------- |
|           | Matylda Flandryjska | 1031–1083  | Baldwin V          | Wilhelm Zdobywca                        |
|           | Matylda Szkocka     | 1080–1118  | Malcolm III        | Henryk I Beauclerc                      |
|           | Adeliza z Lowanium  | – 1151     | Godfryd VI         | Henryk I Beauclerc                      |
|           | Matylda I Bulońska  | 1105–1152  | Eustachy III       | Stefan z Blois                          |
|           | Matylda             | 1102–1167  | Henryk I Beauclerc | władała samodzielnie jako Pani Anglików |

### Plantageneci
| Wizerunek | Imię                  | Daty życia     | Ojciec                | Mąż                                                                          |
| --------- | --------------------- | -------------- | --------------------- | ---------------------------------------------------------------------------- |
|           | Eleonora Akwitańska   | 1122–1204      | Wilhelm X Święty      | - Henryk II Plantagenet - regentka (1189–1194) - królowa Francji (1137–1152) |
|           | Berengaria Nawarrska  | 1165/1170–1230 | Sancho VI             | Ryszard I Lwie Serce                                                         |
|           | Izabela Andegaweńska  | 1187–1246      | Aymer Taillefer       | Jan bez Ziemi                                                                |
|           | Eleonora Prowansalska | 1223–1291      | Rajmund Berengar IV   | Henryk III Plantagenet                                                       |
|           | Eleonora Kastylijska  | 1241–1290      | Ferdynand III Święty  | Edward I Długonogi                                                           |
|           | Małgorzata Francuska  | 1282–1317      | Filip III Śmiały      | Edward I Długonogi                                                           |
|           | Izabela Francuska     | 1296–1358      | Filip IV Piękny       | - Edward II - regentka (1326–1327)                                           |
|           | Filipa z Hainault     | 1314–1369      | Wilhelm I             | Edward III                                                                   |
|           | Anna Czeska           | 1366–1394      | Karol IV Luksemburski | Ryszard II                                                                   |
|           | Izabela Walezjuszka   | 1389–1410      | Karol VI Szalony      | Ryszard II                                                                   |

### Lancasterowie
| Wizerunek | Imię                    | Daty życia | Ojciec           | Mąż                 |
| --------- | ----------------------- | ---------- | ---------------- | ------------------- |
|           | Joanna Nawarrska        | 1370–1437  | Karol II Zły     | Henryk IV Lancaster |
|           | Katarzyna Walezjuszka   | 1401–1437  | Karol VI Szalony | Henryk V Lancaster  |
|           | Małgorzata Andegaweńska | 1429–1482  | René I           | Henryk VI Lancaster |

### Yorkowie
| Wizerunek | Imię               | Daty życia | Ojciec            | Mąż              |
| --------- | ------------------ | ---------- | ----------------- | ---------------- |
|           | Elżbieta Woodville | 1437–1492  | Richard Woodville | Edward IV York   |
|           | Anna Neville       | 1456–1485  | Richard Neville   | Ryszard III York |

### Tudorowie
| Wizerunek | Imię                | Daty życia   | Ojciec              | Mąż                  |
| --------- | ------------------- | ------------ | ------------------- | -------------------- |
|           | Elżbieta York       | 1466–1503    | Edward IV York      | Henryk VII Tudor     |
|           | Katarzyna Aragońska | 1485–1536    | Ferdynand Aragoński | Henryk VIII Tudor    |
|           | Anna Boleyn         | 1507–1536    | Tomasz Boleyn       | Henryk VIII Tudor    |
|           | Joanna Seymour      | 1509–1537    | Jan Seymour         | Henryk VIII Tudor    |
|           | Anna Kliwijska      | 1515–1557    | Jan III             | Henryk VIII Tudor    |
|           | Katarzyna Howard    | 1521/25–1542 | Edmund Howard       | Henryk VIII Tudor    |
|           | Katarzyna Parr      | 1512–1548    | Tomasz Parr         | Henryk VIII Tudor    |
|           | Joanna I            | 1537–1554    | Henryk Grey         | władała samodzielnie |
|           | Maria I             | 1516–1558    | Henryk VIII Tudor   | władała samodzielnie |
|           | Elżbieta I          | 1533–1603    | Henryk VIII Tudor   | władała samodzielnie |

## Królowe Anglii, Szkocji i Irlandii

### Stuartowie
| Wizerunek | Imię                   | Daty życia | Ojciec                | Mąż                                                 |
| --------- | ---------------------- | ---------- | --------------------- | --------------------------------------------------- |
|           | Anna Duńska            | 1574–1619  | Fryderyk II Oldenburg | Jakub I Stuart                                      |
|           | Henrietta Maria Burbon | 1609–1669  | Henryk IV Burbon      | Karol I Stuart                                      |
|           | Katarzyna Bragança     | 1638–1705  | Jan IV Szczęśliwy     | Karol II Stuart                                     |
|           | Maria Modeńska         | 1658–1718  | Alfons IV d’Este      | Jakub II Stuart                                     |
|           | Maria II               | 1662–1694  | Jakub II Stuart       | - Wilhelm III Orański - współrządziła razem z mężem |
|           | Anna I                 | 1665–1714  | Jakub II Stuart       | władała samodzielnie                                |